# جنگ دومةالجندل
جنگ دومه الجندل  (به عربی: معركة دومة الجندل)، در سال 633 میلادی میان مسلمانان و قبایل شورشی عرب درگرفت.  

## پیشینه
منطقهٔ «دومة الجندل» یکی از مراکز تجارتی مهم جزیره عرب در آن دوران بود، و بر سر راه ونقطهٔ التقاء راه تجارتی «جزیرة عرب» و عراق و سوریه قرار داشت. 
مردم «دومة الجندل» بت‌های مختلفی می‌پرستیدند، أما در نزدیکی ظهور اسلام دیانت مسیحیت و یهودیت نیز در منطقهٔ (دومة الجندل) رایج یافت. ولیکن بیشتر مردم این منطقه تا ظهور اسلام بت‌های گونا گونی می‌پرستیده أند. یکی از این بت‌ها به نام (صنم ود) بود، چنانکه مؤرخ: «الکلبی» در کتاب خود (الأصنام) ذکر آن را آورده‌است که قبیله کلب از بنی قضاعه آن را می‌پرستیدند. این بت بعد از غزوه تبوک به دستور پیامبر، خالد بن ولید آن را شکست. 
در واقع چهار بار مسلمانان در منطقهٔ دومه جندل نبرد کرده بودند، بار أول در سال پنجم هجری بود که خود محمد (پیامبر اسلام) به نبرد (دومة الجندل) آمده بود، هنگامی که رسید دید منطقه تخلیه شده‌است وکسی از ساکنان آن وجود ندارند، بار دوم در سال ۶ هجری ، ۶۲۶ میلادی، هنگامی که پیامبر عبدالرحمن بن عوف بر سر آنها فرستاد، چونکه ساکنان «دومة الجندل» کاروان‌های تجارتی را غارت می‌کردند. بار سوم در سال ۹ هجری ۶۳۰ میلادی بود که محمد (پیامبر اسلام) خالد بن ولید به سر پرستی ۴۲۰ نفر برای احضار شاه دومه جندل اکید بن عبدالملک الکندی فرستاده بود، سپس «اکید بن عبدالملک الکندی» شاه دومة الجندل در حضور پیامبر ایمان آورد و مسلمان شد. 
بار چهارم در سال ۱۲ هجری ، ۶۳۳ میلادی ابوبکر خالد به همراه عیاض بن غنم برای فتح دومه جندل فرستاد.
بین سپاهیان مسلمانان و مسیحیان جنگ شدیدی در گرفت ومسلمانان فاتح شدند. خالد گردن «جودی بن ربیعة» با شمشیر زد.